# Cameraria affinis
Cameraria affinis är en fjärilsart som först beskrevs av Frey och Boll 1876.  Cameraria affinis ingår i släktet Cameraria och familjen styltmalar. Inga underarter finns listade i Catalogue of Life.